# Nenavist
Nenavist (russisk: Ненaвисть, da.: Had) er en sovjetisk spillefilm fra 1977 instrueret af Samvel Gasparov.

## Handling
Under borgerkrigen i Rusland står de tre sønner af den gamle bonde Ignatij Buljuga på hver sin side af krigen. Den ældste Fjodor kæmper for de røde, den midterste Stepan kæmper for de hvide, og den yngre Mitja er på anarkisternes side. Før sin død skrev Ignatij breve til sine sønner og bad dem om at komme til hans landsby. Faderens død bringer ikke brødrene sammen, men efter at banditter, der foregiver at være røde hærsoldater, ødelægger landsbyen, beslutter brødrene at hævne sig grusomt på dem...

## Medvirkende
- Jevgenij Soljakov som Fjodor
- Ivan Matskevitj som Stepan
- Jevgenij Leonov-Gladysjev som Mitja
- Jelena Tsyplakova som Njura
- Elgudzja Burduli som Prokhor